# 欧阳康
欧阳康（1953年6月—），男，四川资阳人，中国马克思主义哲学家，曾任武汉大学哲学学院院长、教授，华中科技大学党委常委，党委副书记、教授。